# Azimuts
Azimuts (ou Azimuths selon certains documents de l'UNESCO) est une série documentaire pédagogique de 10 minutes produite par le Programme des Nations unies pour le développement.
Elle est diffusée en France sur FR3, La Cinquième, puis France 5, et sur France 2. On la retrouve à l'international sur la RTBF, Canal France international, TV5, etc.
L'intérêt de la série, est de sensibiliser les téléspectateurs en montrant un sujet sur les hommes et les femmes, qui contribuent au Programme des Nations unies pour le développement sur les cinq continents.
La série a été créée en 1990.

## Fiche technique
- Auteur : Jean-François Arrou-Vignod
- Musique : Jean-Marc Lamprecht et Zayed Hanna
- Narrateurs : Jean-Marc Galéra, Nathalie Guinle et Myriame Vasseur
- Cameraman : Denis Henon
- Année de production : 1992
- Sociétés de production : Programme des Nations unies pour le développement